# Lliga contra la conscripció obligatòria
La Lliga contra la conscripció obligatòria va ser una organització anarquista dissenyada per promoure manifestos contra el reclutament i ajudar aquells que rebutjaven el servei militar. La lliga va durar sis setmanes i es va utilitzar per acusar els seus fundadors Emma Goldman i Alexander Berkman de conspiració per obstruir el draft.

## Formació
La Lliga contra el Reclutament als Estats Units va ser fundada pels anarquistes Emma Goldman i Alexander Berkman el 1917 en resposta al reclutament durant la Primera Guerra Mundial. El reclutament va ser aplicat per la Llei del Servei Selectiu de 1917, que va atorgar al govern federal el dret de formar un exèrcit nacional. La lliga va veure el draft com un destructor de la llibertat d'elecció ètica i política que atorga la constitució dels Estats Units. Els membres de la lliga es van oposar fermament al servei militar obligatori imposat pel govern; el veien com una violació de la llibertat del poble americà. Aquesta opressió es justificava per la Llei d'Espionatge de Woodrow Wilson de 1917, que prohibia qualsevol acció que interferís amb els afers militars o governamentals dels Estats Units. Molts van ser processats en virtut d'aquesta llei, inclosos els de la No Conscription League Els acusats van ser multats amb un màxim de 10.000 dòlars i condemnats a fins a 20 anys de presó.

## Manifest
Emma Goldman i els membres de la seva lliga van publicar un text conegut com el manifest de la No Conscription League. Aquest document entra en gran detall sobre les llibertats dels nord-americans i com el govern estava oprimint certs drets inalienables dels ciutadans. Goldman insta la nació a donar suport i promou la necessitat de protegir i lluitar per la mateixa llibertat com a ciutadans. Aquest pamflet va entrar en circulació amb més de 100.000 exemplars impresos, cosa que va causar por als ulls del govern dels Estats Units. La següent és la plataforma sobre la qual es va fundar la lliga, extreta del mateix manifest:
| «                                                                  | en We oppose conscription because we are internationalists, anti-militarists, and opposed to all wars waged by capitalistic governments. We will fight for what we choose to fight for; we will never fight simply because we are ordered to fight. We believe that the militarization of America is an evil that far outweighs, in its anti-social and anti-libertarian effects, any good that may come from America's participation in the war. We will resist conscription by every means in our power, and we will sustain those who, for similar reasons, refuse to be conscripted. | ca Ens oposem al servei militar obligatori perquè som internacionalistes, antimilitaristes i ens oposem a totes les guerres lliurades pels governs capitalistes. Lluitarem pel que decidim lluitar; mai lluitarem simplement perquè se'ns ordeni lluitar. Creiem que la militarització dels Estats Units és un mal que supera amb escreix, en els seus efectes antisocials i antilibertaris, qualsevol bé que pugui derivar-se de la participació dels Estats Units en la guerra. Ens resistirem al servei militar obligatori per tots els mitjans al nostre abast i donarem suport a aquells que, per raons similars, es neguen a ser reclutats. | » |
| — New York, 1916. Internet Archive Digital Library. 14 June 2022., | | |   |

## Resposta del govern
A causa del nombre massiu de publicacions del manifest, el govern va prendre represàlies contra les persones que s'oposaven a l'esborrany. Les reunions antireclutament estaven prohibides, i aquells que es pronunciessin en contra havien de ser arrestats. En resposta a la reunió massiva del 4 de juny de 1917, Emma Goldman i Alexander Berkman van ser arrestats amb una fiança fixada en 25.000 dòlars cadascun. Segons la cronologia de la PBS sobre l'arrest d'Emma Goldman, "Berkman i Goldman van ser declarats culpables de conspiració contra la llei de detenció selectiva a la ciutat de Nova York. Van ser multats amb 10.000 dòlars, condemnats a dos anys de presó i immediatament traslladats a penitenciàries federals: Berkman va ser enviat a la Penitenciària Estatal d'Atlanta a Geòrgia i Goldman va ser portat a la Penitenciària de Jefferson City a Missouri".